# Savonnières-en-Perthois
Savonnières-en-Perthois là một commune thuộc tỉnh Meuse trong vùng Grand Est đông nam nước Pháp.